# Meret Burger
Pour les articles homonymes, voir Burger.
Meret Burger est une réalisatrice, productrice, scénariste et actrice allemande née le 29 juillet 1975 à Cologne en Allemagne.

## Filmographie

### comme réalisateur
- 1998 : Benni Benesch - Bobsport
- 1999 : Julias Spaziergang
- 2000 : Room Service
- 2000 : Handy
- 2003 : Alle meine Mütter

### comme producteur
- 1998 : Benni Benesch - Bobsport
- 1999 : Julias Spaziergang
- 2005 : La Soupe culturelle - La soupe magique (TV)

### comme scénariste
- 1999 : Julias Spaziergang
- 2000 : Handy

### comme acteur
- 1985 : Zuckerbaby : Girl in the Train